# 陸松齡
陸松齡（1936年3月20日—2009年12月9日），京劇琴師、作曲家，師承徐蘭沅等。
參加北京京劇團樂隊工作多年，參與《蘆蕩火種》等多部李慕良、陸松齡、唐在炘、熊承旭，徐蘭沅音樂指導的京劇現代戲和新編歷史戲（古裝戲）的音樂創作，其中包括樣板戲《沙家浜》。
在中央音樂學院學習作曲專業，京胡師承李德山、齊善華、王瑞芝。
他是京劇電影《三打陶三春》（吳祖光編劇，1983年，長春）的唱腔音樂設計和指揮。曾參加馬連良、張君秋主演的現代京劇《年年有餘》等音樂創作。他的京劇唱腔音樂作品還有被拍成京劇電視劇的《風雨同仁堂》等。
曾獲得中國共產黨中央宣傳部5個1工程奬、中華人民共和國文化部文華音樂奬等的表揚。
以中國國家1級作曲的正高級職稱從北京京劇院離休，2009年尾因肺癌在北京棄世。
- 消歧義： 陸松齡也可以指：《 英日漢. 日英漢詞典》（ 商務印書館出版版，香港 一九九四年九月 ）的編者